# Liste der Monuments historiques in Saint-Germain-sur-École
Die Liste der Monuments historiques in Saint-Germain-sur-École führt die Monuments historiques in der französischen Gemeinde Saint-Germain-sur-École auf.

## Liste der Objekte
| Bezeichnung               | Beschreibung  | Standort                                  | Kennzeichnung | Schutzstatus | Datum | Bild |
| ------------------------- | ------------- | ----------------------------------------- | ------------- | ------------ | ----- | ---- |
| Hauptaltar mit Tabernakel | Holz, um 1800 | in der Kirche St-Germain-d’Auxerre (Lage) | PM77004810    | Inscrit      | 1994  |      |